# Maria Kaczyńska
Maria Helena Kaczyńska (prononcer marja kaˈt͡ʂɨɲska) née Mackiewicz, le 21 août 1942, à Machowo (aux environs du village de Narach, Biélorussie), et morte dans un accident d'avion le 10 avril 2010 à Smolensk (Russie), fut l'épouse du président polonais Lech Kaczyński ; elle fut à cette occasion la Première dame de la république de Pologne de 2005 à son décès, en 2010.

## Biographie

### Origines et études
Maria Helena Mackiewicz est la fille de Lydia Piszczako et Czesław Mackiewicz, ancien résistant qui a combattu dans la région de Wilno (Vilnius). Un de ses oncles a combattu dans les rangs du 2e Corps d'armée polonaise durant la bataille de Monte Cassino auprès du général Władysław Anders. Un autre oncle paternel a été tué d'une balle dans la nuque par le Commissariat du peuple aux Affaires intérieures à Katyń, en Russie.
Maria Kaczyńska est titulaire d'une maîtrise en sciences économiques. Entre 1961 et 1966, elle étudia le commerce international et obtint un diplôme du département des transports maritimes de l'École supérieure de commerce maritime (maintenant l'université de Gdańsk), à Sopot, sur la côte Baltique[réf. souhaitée].

### Carrière d'économiste
Après avoir reçu son diplôme, Maria Mackiewicz commença à travailler à l'Institut maritime de Gdańsk, où elle a mené des recherches sur les perspectives de développement des marchés du fret maritime en Extrême-Orient. C'est à l'Institut maritime qu'elle a rencontré en 1976 Lech Kaczyński, qui deviendra son époux deux ans plus tard. Après leur mariage naquit leur fille unique, Marta, en 1980.

### Première dame de Pologne

#### Actions

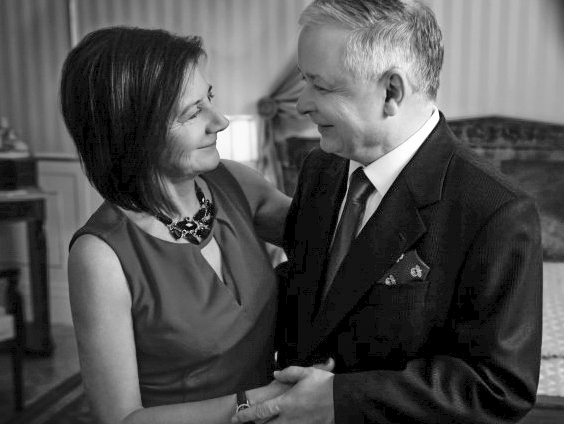
Le président Kaczyński, en compagnie de son épouse.

Le 23 décembre 2005, Maria Kaczyńska assiste à l'investiture de son époux, Lech, à la présidence de la République de Pologne, au cours d'une cérémonie officielle qui a lieu à la Diète polonaise. Le nouveau couple présidentiel déclare alors qu'il compte s'installer au palais présidentiel de Koniecpolski.
Dès lors, la nouvelle première dame de Pologne assume son rôle d'hôtesse du palais présidentiel, accueillant les invités lors des dîners d'État et des cérémonies de remises de décoration. La presse souligne l'importante influence dont la First Lady use sur son époux; on lui attribue même le rôle de Specjalny Wysłannik Prezydenta RP – envoyé spécial du Président de la Pologne). Elle y a pris également les premières mesures pour soutenir des activités de bienfaisance et de nombreuses autres actions de charité comme le Gala de charité célébrant le 60e anniversaire du Fonds des Nations unies pour l'enfance UNICEF. Elle soutenait nombreuses actions caritatives, en aidant par exemple à construire en Rwanda une école prête à accueillir les enfants aveugles. 
Malgré le conservatisme moral du parti présidentiel, Maria Kaczyńska menait des actions visant à faire entendre d'autres voix. Elle organisa notamment une réunion dans le palais présidentiel avec les représentantes des milieux féministes en leur donnant une occasion d'exprimer dans ce cadre leurs opinions en faveur de la dépénalisation de l'avortement et de l'euthanasie. Cette ouverture lui valut des condamnations de la part des conservateurs. Sa propre prise de position en faveur de la légalisation de la fécondation in vitro lui a valu la surprise de la part de son beau-frère Jaroslaw Kaczyński, dont le parti Droit et justice (Prawo i Sprawiedliwość, PiS) y était fermement opposé.
Ses prises de position, de même que son élégance et l'image qu'elle donnait de son couple ont fait de Maria Kaczyńska une première dame populaire.

#### Distinctions

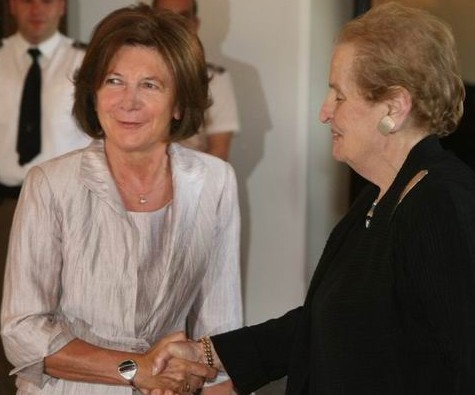
Madeleine Albright, ancienne secrétaire d'État américaine, et Maria Kaczyńska en 2007.

- En novembre 2006, Maria Kaczyńska reçoit le titre de Człowiek Otwartego Serca (Personne au Grand Cœur), décerné par l’association des personnes handicapées Pomocna Dłoń (Main charitable).
- En décembre 2006, elle a obtenu le titre d’ami d’honneur de la Société Frédéric Chopin de Palestine pour ses actions en faveur de la promotion de la culture.
- Le 14 mai 2007, Andrew Willoughby Ninian Bertie, le grand maître de l’ordre de Saint-Jean de Jérusalem décerne à Maria Kaczyńska la grand-croix de l'ordre du Mérite[11].
- Le 25 janvier 2008, elle reçoit le titre du mécène de l’écologie polonaise, décerné par Narodowa Rada Ekologiczna (Conseil écologique national) pour son investissement dans la protection de l’environnement.
- En avril 2008, son nom est donné à une variété de tulipe hollandaise[12].
- Le 2 septembre 2008, Anibal Cavaco Silva président de la République portugaise, lui décerne la grand-croix de l’ordre de l'Infant Dom Henrique[11].
- Le 31 mai 2008, elle reçoit le prix spécial de Super Wiktor (prix de la Télévision polonaise) pour les personnalités publiques de l’année 2007.
- Le 16 avril 2010 lui a été décernée, à titre posthume, la grand-croix de l’ordre de la Renaissance de la Pologne[11],[13].

#### Décès et hommage national

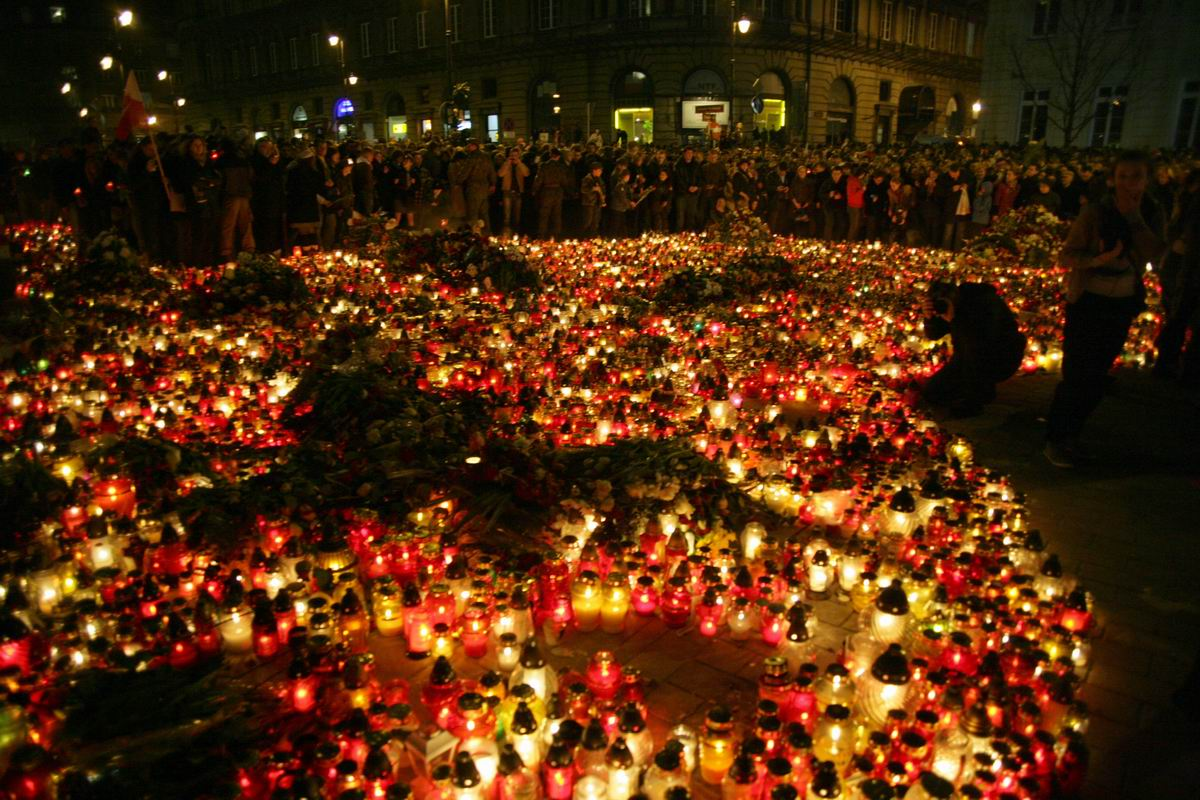
Recueillement devant le palais présidentiel, à Varsovie.

Le 10 avril 2010 à 10 h 56 heure locale, 6 h 56 UTC, Maria Kaczyński et son mari le président Lech Kaczyński, les sept membres d'équipage et les 87 autres passagers à bord, ont été tués, lorsque le Tupolev 154 dans lequel ils voyageaient s'est écrasé lors de son atterrissage à environ 1,5 km d'une piste militaire au nord de Smolensk, faisant au total 96 morts.
Les conjoints Kaczyński, le chef d'état-major des armées polonaises ainsi que les dirigeants des différents corps de l'armée polonaise, le gouverneur de la banque centrale de Pologne, des membres des deux chambres parlementaires (dont les vice-présidents des deux chambres) et des membres du cabinet présidentiel, venaient se recueillir à Katyń, pour célébrer le 70e anniversaire du massacre de Katyń qui a eu lieu au cours de la Seconde Guerre mondiale, où 22 000 officiers polonais ont été tués par la police secrète soviétique.
Un hommage national est rendu à la mémoire de Maria Kaczyńska, de son époux le président Lech Kaczyński et des autres victimes de l'accident de l'avion présidentiel,. Le cercueil de la première dame a été transféré au palais présidentiel, avec la dépouille de son mari. La cérémonie a été célébrée à l'endroit où le pape Jean-Paul II avait célébré sa messe lors de sa première visite en Pologne communiste en 1979. 
Le choix du lieu de sépulture a suscité un vif débat en Pologne. Des personnalités, comme le cinéaste polonais Andrzej Wajda, ont demandé que cette décision soit reconsidérée.
De nombreux dirigeants étrangers n'ont pas pu assister aux obsèques du président de la République de Pologne et de la première dame de Pologne en raison du nuage volcanique islandais paralysant le trafic aérien européen. Cependant environ 150 000 personnes sont venues rendre un dernier hommage aux époux Kaczyński à Cracovie.
Les dépouilles de Maria Kaczyńska et du président Lech Kaczyński reposent désormais dans un sarcophage à proximité du tombeau de Jozef Pilsudski, le père de l'indépendance polonaise en 1918,. Ils sont inhumés dans une crypte de la cathédrale des rois de Pologne et des héros nationaux polonais, au Wawel à Cracovie.

## Distinctions
- Grand-croix de l'ordre de l'Infant Dom Henri